# Jean Marie Chérestal
Jean Marie Chérestal (18 de junho de 1947) foi o primeiro-ministro do Haiti, de 2 de março de 2001 até 21 de janeiro de 2002. É o líder do partido político conhecido como Pont ("ponte").